# Globalstar
Globalstar – konstelacja 40 satelitów łącznościowych należąca do Thermo Capital Partners i Globalstar LP. Satelity krążące po niskich orbitach okołoziemskich tworzą system przekazu rozmów telefonicznych i wąskopasmowej transmisji danych. Usługa działa podobnie jak konkurencyjna usługa Iridium.

## Architektura i działanie systemu
System Globalstar w swoim założeniu ma pokryć obszar kuli ziemskiej w zakresie ± 70° szerokości geograficznej, prócz północnej części Grenlandii, wysp północnej Kanady i Spitsbergenu.
Z ważniejszych zagadnień związanych z utrzymaniem wysokiej jakości transmisji jest zapewnienie odpowiednio dużego kąta elewacji satelity. Od niego zależą właściwości kanału transmisyjnego między satelitą a terminalem naziemnym. Przy kącie elewacji w zakresie 0°÷20° kanał satelitarny ma podobne właściwości do kanału radiokomunikacyjnego naziemnego. Występuje wielodrogowość w wyniku odbić od przeszkód terenowych. W zakresie 20°÷40° wielodrogowość występuje tylko w wyniku odbić dyfuzyjnych. Zakres kąta elewacji od 40° do 70°: kanał polepsza się zdecydowanie osiągając najlepsze właściwości dla kątów powyżej 70°. Aby uzyskać jak najlepsze właściwości propagacyjne ustalono kąt nachylenia orbit satelitów równy 52°. Satelity krążą w ośmiu płaszczyznach z przesunięciem faz między płaszczyznami o 7,5°. Okres w jakim okrążają kulę ziemską wynosi 114 min. Konstelacja satelitów systemu Globalstar zapewnia równoczesną  widzialność dwóch satelitów. Zapewnia to zachowanie ciągłości działania systemu mimo możliwej awarii pojedynczych satelitów.
Wysokość orbit satelitów jest ustalona na około 1400 km. Ta wysokość pozwala na utrzymanie niewielkiego opóźnienia propagacji sygnału oraz uniknięcia niekorzystnego oddziaływania pasów Van Allena. Globalstar wykorzystuje metodę CDMA. Jak kilka innych systemów stosuje pasmo przydzielone satelitarnym systemom radiokomunikacji osobistej przez konferencję WARC’92. Systemy działające w tym paśmie muszą być odporne na interferencje pochodzące od innych systemów również w nich działających. Przydzielone Globalstarowi i kilku innym systemom satelitarnym radiokomunikacji osobistej wykorzystującym metodę CDMA to: dla łącza „w górę” 1610–1621,35 MHz oraz 2483,5-2500 MHz dla łącza „w dół”, tj. pomiędzy terminalem naziemnym a satelitą. W łączu pomiędzy stacjami naziemnymi i satelitami są stosowane następujące pasma: dla łącza „w górę” 5,091-5,25 GHz, zaś „w dół” 6,875-7,055 GHz. Części nadajnika wykonują operacje związane z CDMA. Sygnał mowy podlega więc algorytmowi kodowania mowy, w wyniku czego na wyjściu kodera uzyskujemy strumień danych o trzech możliwych szybkościach 4,8, 2,4 lub 1,2 kbit/s w zależności od aktywności mówiącego. Strumień wyjściowy z kodera mowy podlega następnie kodowaniu korekcyjnemu za pomocą kodu splotowego o sprawności R=1/2 i długości wymuszonej K=9. Ciąg z wyjścia tego kodera jest następnie rozpraszany na osi częstotliwości przez zastosowanie jednego ze 128 ciągów Hadamarda. Rozproszony ciąg jest następnie mnożony przez ciąg pseudolosowy o długim okresie, który pozwala rozróżnić komórki systemu między sobą. W odbiorniku następują operacje odwrotne do tych zrealizowanych w nadajniku. Dzięki metodzie CDMA w sposób naturalny jest możliwy odbiór zbiorczy, co jest szczególnie korzystne w procesie przejmowania połączeń od jednego satelity do drugiego. Odbiór z dwóch satelitów widzianych równocześnie zapewnia miękkie przejmowanie rozmów i jest realizowany za pomocą pojedynczego układu radiowo-antenowego stacji ruchomej z zastosowaniem osobnych układów dekorelujących (za pomocą odwrotnej transformacji Hadamarda) i odbiornika RAKE. Sygnał odbiornika RAKE poddawany jest rozplotowi, dekodowaniu splotnemu i dekodowaniu mowy. Po włączeniu zasilania terminal ruchomy usiłuje się włączyć do sieci naziemnej. Jeśli działanie to kończy się powodzeniem, to zostaje w niej zarejestrowany i w konsekwencji może z niej korzystać. Jeśli nie uda się włączyć do sieci naziemnej, próbuje się zarejestrować w sieci satelitarnej. Poszukuje więc kanałów wywoławczych i za ich pomocą przesyła sygnał satelicie z żądaniem umiejscowienia w określonym kanale i rejestracji. Terminal ruchomy przesyła swój sygnał także międzynarodowej identyfikacji abonenta ruchomego do naziemnej stacji sterowania SSC (Satellite  Station Controller). Następnym procesem jest obliczanie lokalizacji abonenta ruchomego i sprawdzenie jego danych w rejestrze HLR (Home Location Register) – dane tam są przechowywane na stałe. Po wyznaczeniu pozycji terminalu ruchomego potwierdzana jest jego autentyczność, właściwy kontroler SSC informuje stację naziemną o rejestracji. W wyniku tej informacji terminal jest w stanie zsynchronizować z kanałem sygnalizującym stacji, w której jest zarejestrowany. Satelity służą jedynie jako przekaźnik łączności między terminalem a stacją naziemną. Stacja naziemna SSC, która zarejestrowała abonenta w swoim rejestrze VLR (Visittor’s Location Register) wysyła informację o jego lokalizacji do właściwego rejestru HLR. Od tego momentu wszystkie wywołania abonenta mogą być kierowane za pośrednictwem sieci PSTN, stacji naziemnej SSC i pośredniczącego satelity do abonenta zgodnie z procedurami takimi jak w sieciach naziemnych. Konfiguracja sieci systemu GLOBALSTAR opiera się na konfiguracji naziemnych sieci komórkowych. Projekt systemu GLOBALSTAR zakłada, że każdy satelita będzie w stanie zrealizować 2000 do 3000 kanałów głosowych. Zgodnie z opisaną procedurą dwustopniowego włączania się do sieci radiokomunikacji naziemnej, terminale muszą być dwumodowe. Pierwszy mod pracy to praca w sieci naziemnej np. GSM, a drugi mod to praca w trybie GLOBALSTAR.  

### Satelity
Satelity Globalstar są jedynie przekaźnikami nawiązywanych rozmów i sesji przesyłania danych; nie występują w nim połączenia między satelitami. Sieć naziemnych bramek dostępowych zapewnia połączenie satelitów z ogólnodostępną siecią telefoniczną. Użytkownicy posiadają przypisany numer telefoniczny w systemie numeracji Ameryki Północnej lub kraju, w którym znajduje się przypisana im bramka dostępowa. Ponieważ satelity nie przekazują sygnałów między sobą, aby przekazać połączenie, satelita musi być w zasięgu bramek dostępowych obu stron połączenia. Niektóre niedostępne tereny, takie jak tereny morskie położone daleko od lądu, nie objęte bramkami dostępowymi, nie są objęte działaniem sieci Globalstar, mimo że przelatują nad nimi satelity.
Orbity satelitów systemu Globalstar są nachylone pod kątem 52° do równika, przez co nie obejmują regionów polarnych i podbiegunowych, w odróżnieniu od Iridium, którego satelity mają orbity o nachyleniu 86°.

### Punkty dostępu

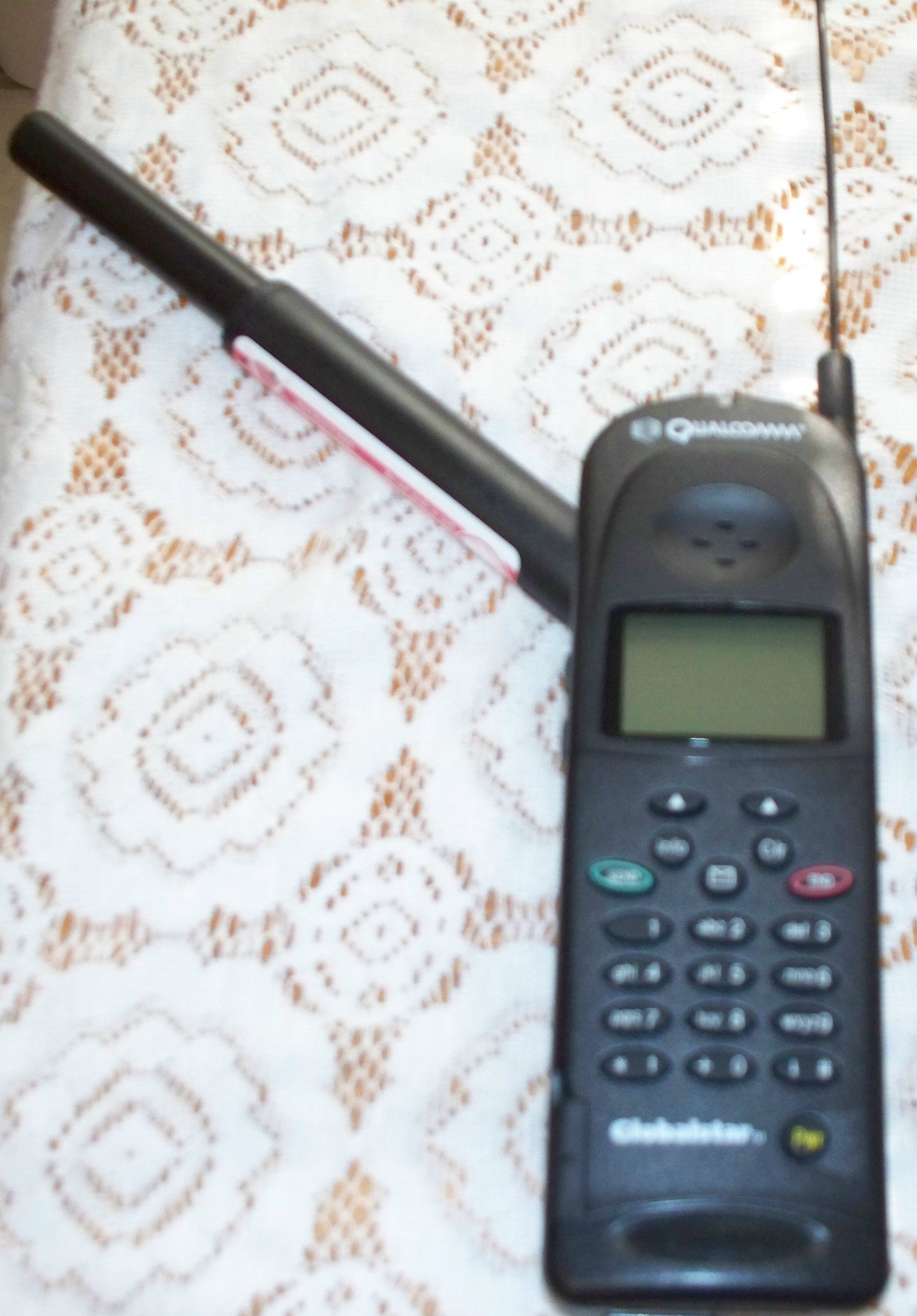
Telefon satelitarny Qualcomm systemu Globalstar

Globalstar wykorzystuje dwa różne standardy telekomunikacyjne: Qualcomm CDMA i GSM. Urządzenia użytkowania są więc różne dla obu systemów i niekompatybilne. Aparat Qualcomm GSP-1600/1700 wykorzystuje technikę CDMA/IS-41, a aparaty Ericssona i Telity, standardowe karty SIM systemu GSM. Ponieważ nie wszystkie bramki dostępowe pracują w obu systemach, w obszarze dostępowym do sieci występują luki w działaniu systemu GSM, szczególnie w rejonie wschodniej Azji i Karaibów.
Globalstar posiada umowy roamingowe z lokalnymi operatorami telefonii komórkowych umożliwiającymi wymienne korzystanie z kart SIM i aparatów Globalstar i tychże operatorów. 

### Uruchomienie systemu
Podobnie jak Iridium, Globalstar otrzymał od amerykańskiej Federalnej Komisji Łączności (FCC) koncesję na użytkowanie pasma częstotliwości w styczniu 1995 i od tego czasu negocjował z innymi krajami możliwość użytkowania tego samego pasma na ich terytorium.
Pierwsze satelity zostały wystrzelone 14 lutego 1998. Budowa konstelacji została jednak poważnie opóźniona przez serię kosztownych i szkodliwych dla wizerunku firmy nieudanych startów. Największą stratę spowodował nieudany start rakiety Zenit 2, 9 września 1998, w którym utracono aż 12 satelitów. 8 lutego 2000 ukończono budowę konstelacji satelitów: 48 głównych i 4 zapasowe (zamiast planowanych 8).
Pierwsza rozmowa telefoniczna wykorzystująca system Globalstar odbyła się 1 listopada 1998, między Irwinem Jacobsem, prezesem Qualcomm, będącym w San Diego, a Bernardem Schwartzem, prezesem Loral Space and Communications, będącym w Nowym Jorku.
W październiku 1999 system zaczął przechodzić pierwsze próby użytkowe z udziałem 44 satelitów. W grudniu 1999 rozpoczęła się faza ograniczonego funkcjonowania komercyjnego (200 użytkowników; brak satelitów zapasowych). W lutym 2000 Globalstar zaczął normalną pracę komercyjną, z 52 satelitami, na terenie Ameryki Północnej, Europy i Brazylii. Początkowe stawki za rozmowy wynosiły 1,79 USD/minutę, podczas gdy Iridium liczyło sobie 9 USD za minutę rozmowy.
W 2005 pierwsze satelity z konstelacji zaczęły osiągać maksymalny czas działania, 7,5 roku. W grudniu tego samego roku, Globalstar zaczął przemieszczać owe satelity na orbity „cmentarne”, powyżej LEO.

### Problemy techniczne
Zgodnie z dokumentami wniesionymi 30 stycznia 2007 do Amerykańskiej Komisji Papierów Wartościowych, Globalstar zidentyfikował postępującą usterkę we wzmacniaczach pasma S w swoich satelitach. Uznano, że problem nasila się w takim tempie, że do 2008 roku system może zupełnie przestać działać. W oświadczeniu napisano:

W oparciu o ostatnio zebrane dane z działalności satelitów, firma określiła, że degradacja wzmacniaczy postępuje z szybkością większą niż sądzono wcześniej i większą niż się wcześniej spodziewano. [...] Opierając się na najnowszych analizach, Firma wnosi, że dalsza degradacja wzmacniaczy anten pasma S będzie postępowała w tym lub szybszym tempie i, jeśli nie uda się opracować dalszych środków zaradczych, jakość połączeń dwukierunkowych będzie się pogarszała, aż około roku 2008, wszystkie orbitujące satelity zaprzestaną świadczenia usług dwustronnej komunikacji.

Analitycy spekulowali, że powodem postępującej usterki może być działanie na satelity promieniowania jonizującego napotykanego przez nie podczas przechodzenia przez tzw. anomalię południowoatlantycką, położoną najbliżej powierzchni Ziemi część pasów radiacyjnych Van Allena.

Degradacja wzmacniaczy anten pasma S nie wpływa znacząco na jednokierunkową transmisję danych realizowaną poprzez pasmo L terminali abonenckich. [...] Firma opracowuje plany zawierające nowe produkty, usługi i plany taryfowe, oraz bada możliwości przyspieszenia budowy konstelacji satelitów drugiej generacji, jako próby zredukowania odczuwalnych dla klientów skutków tego problemu. Firma będzie zdolna do przewidywania zmian w zasięgu na poszczególnych obszarach i zamierza udostępnić takie informacje bezpłatnie usługodawcom systemu i podwykonawcom tak, aby ci mogli wraz z abonentami ograniczać skutki degradacji w rejonach, gdzie korzystają z usługi. Firma przegląda również swój biznesplan pod kątem tychże zamierzeń. [...] Płynność finansowa przedsiębiorstwa pozostaje mocna. 31 grudnia 2006, poza umowami kredytowymi, firma posiada wolną gotówkę i niepodjęte środki w ramach nieodwołalnej akredytywy na zakup naszych akcji przez Thermo Funding Company, na kwotę ok. 195 mln USD.

### Przejściowe rozwiązanie
18 kwietnia 2007 Globalstar oświadczył, że wyśle dodatkowe 8 satelitów w celu wzmocnienia działania dotychczasowych satelitów pierwszej generacji. 29 maja tego samego roku, konsorcjum Starsem wystrzeliło 4 pierwsze zapasowe satelity. Kolejne 4 wysłano na orbitę w październiku 2007.

### Satelity drugiej generacji
W grudniu 2006 Globalstar ogłosił, że kontrakt na budowę satelitów drugiej generacji, wartości 661 mln USD, wygrała firma Alcatel Alenia Space. Satelity te będą zaprojektowane do pracy przez 15 lat. 3 kwietnia 2007 Globalstar poinformował także o przyznaniu Alcatel Alenia Space kontraktu na ok. 12 mln USD, na usprawnienie działania satelitów Globalstar, w tym wykonanie ulepszeń w sprzęcie i oprogramowaniu w ośrodkach kontroli konstelacji.
W latach 2010–2013 w czterech startach rakiet Sojuz 2 wyniesiono na orbitę łącznie 24 satelity drugiej generacji, które stopniowo zastępują satelity pierwszej generacji. Ponadto we wrześniu 2012 Globalstar podpisał umowę z Thales Alenia Space na budowę kolejnych 6 identycznych satelitów, które zostaną wysłane na orbitę w 2015 roku.

## Przedsiębiorstwo
Projekt Globalstar utworzono w 1991 roku, jako przedsięwzięcie joint venture firm Loral Corporation i Qualcomm. 24 marca 1994 ogłosiły one powstanie spółki partnerskiej (Globalstar LP) z ograniczoną odpowiedzialnością z wkładem finansowym jeszcze ośmiu innych firm, m.in. Alcatel, AirTouch, Deutsche Aerospace, Hyundai i Vodafone. Szacowano wtedy, że system zacznie działać w 1998, kosztem 1,8 mld USD.
W lutym 1995, Globalstar Telecommunications Ltd. zebrało 200 mln USD z emisji akcji w ofercie publicznej podczas wchodzenia na giełdę NASDAQ. Po dwóch podziałach akcji, akcja o początkowej cenie 20 USD, była teraz odpowiednikiem akcji za 5 USD. Po podziałach, w styczniu 2000, notowania sięgnęły 50 USD za udział, ale inwestorzy instytucjonalni zaczęli wróżyć firmie bankructwo do czerwca 2000. Notowania spadły w końcu do kwoty poniżej dolara za akcję i firma została usunięta z giełdy NASDAQ w czerwcu 2001.
Po emisji oferty publicznej, notowana na giełdzie Globalstar Telecommunications (oznaczenie GSTRF w indeksie NASDAQ) posiadała udziały w firmie obsługującej system, Globalstar LP. Od tego czasu, głównym źródłem finansowania Globalstar LP były firmy dostarczające jej sprzęt, Loral i Qualcomm, wspomagane tzw. „obligacjami śmieciowymi” (o wysokim ryzyku kredytowym).
Po zainwestowaniu i zadłużeniu się na 4,3 mld USD, 15 lutego 2002, Globalstar Telecommunications rozpoczęło proces upadłościowy. Miało wtedy aktywa warte 570 mln USD i zobowiązania na kwotę 3,3 mld USD. Aktywa zostały wykupione za 43 mln USD przez Thermo Capital Partners LLC. Nowo utworzona spółka, na bazie upadłej, w kwietniu 2004, była własnością Thermo Capital Partners (81,25%) i pierwotnych wierzycieli Globalstar LP (18,75%).